# مؤسسات المعهد العربي التربوية
مؤسسات المعهد العربي التربوية هي مؤسسة تربوية تضم مجموعة من المدارس الأكاديمية والمهنية، تقع في قلب العاصمة بيروت أسسها في العام 1958 نائب بيروت المربي الدكتور حسين علي يتيم.
نشأت هذه المؤسسات في منطقة زقاق البلاط في بيروت، وكانت البذرةَ الأولى لحقلٍ باركه الله فأنبت فروعاً عديدة في بيروت والضاحية، أكاديميةً ومهنية، من الحضانة إلى البكالوريا، ومن التكميلية المهنية إلى الامتياز الفني. آلآف من الخريجين توزعوا في لبنان والعالمِ وهم ما بين نائب ووزير وضابط ومدير ورجل أعمال ناجح.
ومنطقة زقاق البلاط هي منطقة المدارس التاريخية الأولى في بيروت. فيها البطريركية والإنجيلية والقديس يوسف والحكمة وراهبات المحبة والهيكازيان وحوض الولاية وليسيه عبد القادر.
ومعها كانت تقوم كتاتيب متعددة كان يؤمها التلاميذ الذين لا يستطيعون الدراسة في المدارس المذكورة. وهذه الكتاتيب كان يقصدها أبناء البيوتات الشعبية الذين يكتفون بقراءة القرآن، وتعلُّمِ العربية ومبادئِ الحساب، شأنُها شأنُ كتاتيب القرية.
وهكذا دخل أبناء الطبقات الشعبية إلى مدارس مؤسسات المعهد العربي التربوية، وهي مدارس عصرية تسعى إلى تأمين العلم وصولاً إلى اللغات الأجنبية والرياضيات والعلوم الحديثة.
إن أهداف هذه المدارس تنضوي تحت جملة وحيدة وهي التربية والتعليم، أما غاياتها فهي نشر معرفة المهن والمساهمة في بناء وتطوير الوطن من خلال الاختصاصات المتعددة التي تساعد في ازدياد اليد العاملة المهنية وإشباع السوق على الصعيد الوطني والعربي والعالمي، وذلك منذ العام 1958 لغاية تاريخه.

## مؤسسات المعهد العربي التربوية
-	المدارس الأكاديمية
o	مدرسة دار الحنان
o	مدرسة لبنان الأخضر
o	ثانوية بيروت العربية
-	المدارس المهنية
o	المعهد العربي للعلوم المهنية
o	معهد الحسين بن علي
o	معهد المعلوماتية والفنون التقنية
o	الأكاديمية الأميركية للعلوم التقنية
o	معهد أوكسفورد للغات
o	معهد العلوم الفندقية

## وصلات خارجية
- الموقع الرسمي لمؤسسات المعهد العربي التربوية